# Fausto Bordalo Dias
Carlos Fausto Bordalo Gomes Dias, más conocido por Fausto (Vila Franca das Naves, Trancoso, 26 de noviembre de 1948-1 de julio de 2024) fue un cantante, compositor y ejecutivo cultural portugués. Es autor de canciones como Se tu fores ver o mar (Rosalinda), Uns vão bem e outros mal y E Fomos pela Água do Rio.

## Biografía
Fausto nació a bordo del navío «Pátria», durante una travesía entre Portugal y Angola, para ser luego inscrito en el Registro civil de Vila Franca das Naves. En Angola formó en su juventud su primer grupo Os Rebeldes, aunque con 20 años se trasladó a Lisboa, donde llegaría a licenciarse en Ciencias Políticas e Sociales. En 1969 apareció su primer álbum, Fausto, que fue recibido con el Prémio Revelação. En ese primer periodo musical se relacionó con otros músicos como José Afonso, Adriano Correia de Oliveira, Manuel Freire, José Mário Branco o Luís Cília Su primer concierto importante ocurrió el 8 de julio de 1997 con motivo del 500 aniversario de la partida de  Vasco da Gama para la India en 1497 (desde entonces un capítulo importante de su producción creadora musical estaría dedicado a los navegantes portugueses).
Algunos de sus temas han sido versionados por Mafalda Arnauth, Teresa Salgueiro, Cristina Branco o Ana Moura, entre otros artistas.

## Premios y reconocimientos
- 1969 - Prémio Revelação, concedido por Rádio Renascença.[4][2]
- 1988 - Prémio José Afonso.
- 1994 - Oficial de la Ordem da Liberdade (9 de junio).[3]
- 2012 - Mejor Álbum en los Premios Autores concedidos por la Sociedad de Autores Portugueses por Em Busca das Montanhas Azuis.
- 2012 - Mejor canción en los Premios Autores concedidos por la Sociedad de Autores Portugueses por E Fomos pela Água do Rio.[10]
- 2017 -Prémio Carlos Paredes.[11]

## Discografía
- Fausto (1970)
- P'ró Que Der e Vier (1974)
- Beco com saída (1975)
- Madrugada dos Trapeiros (1977)
- Histórias de Viageiros (1979)
- Por Este Rio Acima (1982)
- O despertar dos alquimistas (1985)
- Para além das cordilheiras (1987)
- A preto e branco (1988)
- Crónicas da terra ardente (1994)
- A Ópera Mágica do Cantor Maldito (2003)
- Em Busca das Montanhas Azuis (2011)

### Singlese EP
- Fausto (1º EP, 1969)
- Llora, Amigo, Llora (1970)
- África / Ó Pastor Que Choras (1970)
- Venha Cá Sr. Burguês (1974)
- Marcolino (1975)
- Uns Vão Bem E Outros Mal (1977)
- Se Tu Fores Ver O Mar (1978)
- Guerra do Mirandum (1984)
- O Coça-Barriga (1985)
- O Despertar Dos Alquimistas (1985)
- Navegar, Navegar (1986)

### Obras colectivas o en colaboración
- O Melhor dos Melhores (1994)
- Atrás dos Tempos Vêm Tempos (1996)
- Grande Grande É a Viagem (en directo) (1999)
- 18 canções de amor e mais uma de ressentido protesto (2007)
- Cantigas De Ida E Volta (1975), con Sérgio Godinho, Vitorino y Sheila Charlesworth
- A Confederação (1978), con Sérgio Godinho e José Mário Branco
- Três Cantos: Ao Vivo (2009), con Sérgio Godinho y José Mário Branco

## Reconocimientos
- 1969 - Prémio Revelação, concedido por Rádio Renascença.[4][2]
- 1988 - Prémio José Afonso.
- 1994 - Oficial de la «Ordem da Liberdade» (9 de junio).[12]
- 2012 - Mejor álbum, para Em Busca das Montanhas Azuis (Sociedade Portuguesa de Autores).[13]
- 2012 - Mejor canción, para E Fomos pela Água do Rio (Sociedade Portuguesa de Autores).[13]
- 2017 - Prémio Carlos Paredes.[14]